# Ridgway (Pennsylvania)
Ridgway è un borough degli Stati Uniti, capoluogo della Contea di Elk dello Stato della Pennsylvania.

## Geografia fisica
Secondo lo U.S. Census Bureau, Ridgway ha una superficie totale di 6,92 km² (2,67 mi²), di cui 0,16 km² (0,06 mi²) coperti da acque.